# Suparshvanatha

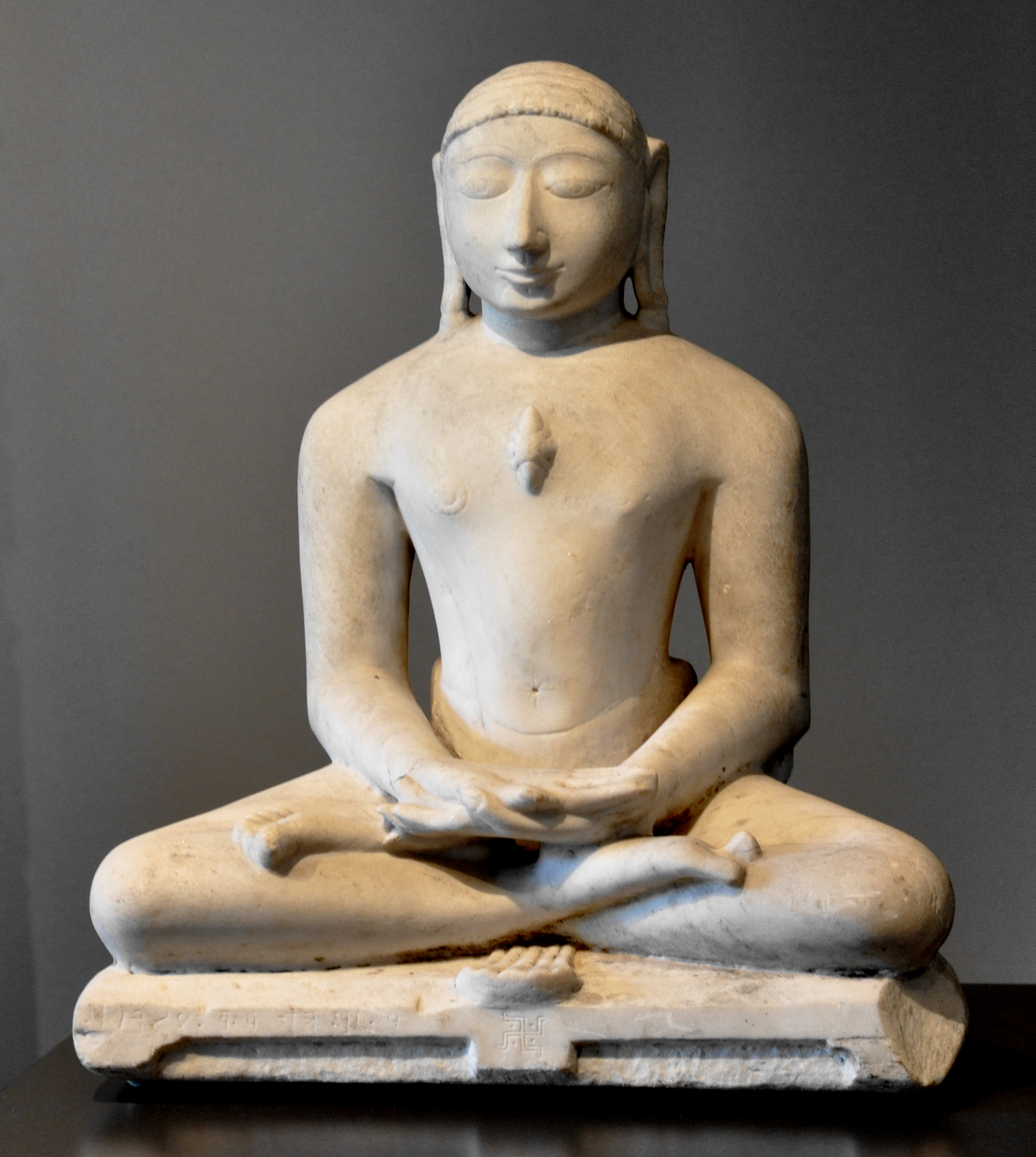
Estatua de Suparshvanatha.

Suparshvanatha (en sánscrito: सुपार्श्वनाथ Supārśvanātha), también conocido como Suparśva, fue el séptimo Tirthankara jainista de la era actual (Avasarpini). Nació del rey Pratistha y la reina Prithvi en Benarés el 12 de Jestha Shukla en el clan Ikshvaku. Se dice que alcanzó moksha en Shikharji el sexto día de la mitad oscura del mes de Phālguna.
Suparśvanātha estaba casado y gobernó después de su padre, el rey Pratistha. Dirigía los asuntos del estado y velaba por el bienestar de las personas. Según las leyendas jainistas, cuando observó la caída de las hojas de los árboles y el marchitamiento de las flores, renunció a su vida mundana. Le dio su reino a su hijo y se convirtió en un asceta jainista. Después de 9 meses y luego obtuvo Kevala Jnana (omnisciencia). Después de muchos años de difundir su conocimiento, se dice que alcanzó el nirvana en Sammed Shikharji el sexto día de la mitad oscura del mes de Phālguna.